# Mammillaria marksiana
Mammillaria marksiana (укр. Мамілярія Маркса, Мамілярія марксіана) — сукулентна рослина з роду мамілярія (Mammillaria) родини кактусових (Cactaceae).

## Назва

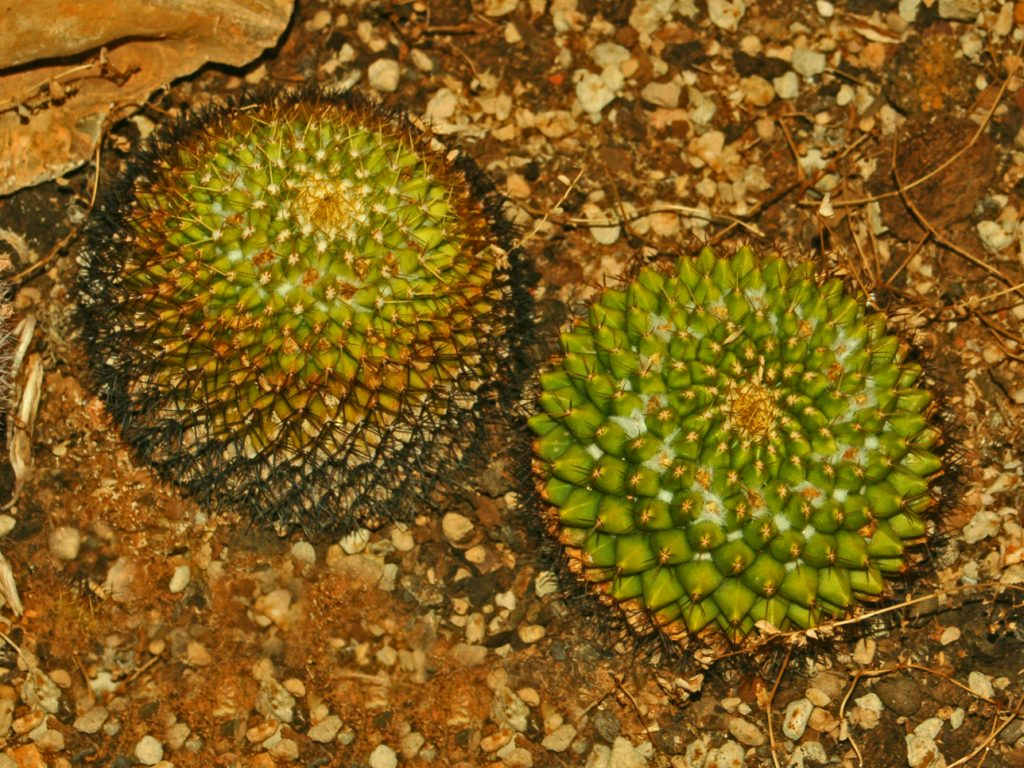
Mammillaria marksiana в ботанічному саду вілли Дураццо-Паллавічині, Пельї, Генуя

Видова назва дана на честь пана Герхарда Маркса — напарника відомого збирача кактусів Фріца Шварца.

## Ареал і екологія
Mammillaria marksiana є ендемічною рослиною Мексики. Ареал розташований у штатах Дуранго і Сіналоа. Повідомлялося про знахідку цього виду у штаті Сонора, але це інформація є сумнівною.
Вид росте на висоті від 400 до 2 000 метрів над рівнем моря на вапнякових скелях і в низькому сухому лісі.
Цвіте в січні і лютому в денний період. Росте повільно.

## Морфологічний опис
Рослини спочатку поодинокі, пізніше формують групи.
| Орган              | Опис |
| Коріння            | |
| Стебло             | сплюснуто-кулясте, світло-зелене, заввишки 6-15 мм, в діаметрі 5-12 см, містить молочний сік.                          |
| Епідерміс          | світло або жовто-зелений.                                                                                              |
| Маміли             | пірамідальні, слабкі, чотиригранні.                                                                                    |
| Ареоли             | |
| Аксили             | з білим пухом, іноді щільним в зоні цвітіння.                                                                          |
| Колючки            | мінливі в своїй кількості, від 4 до 21, тонкі, голчасті, золотисто-жовті до коричневих, завдовжки 5-8 мм.              |
| Центральні колючки | колючки від радіальних важко відрізнити.                                                                               |
| Квіти              | яскраво-зеленувато-жовті, до 15 мм завдовжки і в діаметрі, розташовані як і у всіх мамілярій у верхній частині стебла. |
| Бутони             | |
| Зовнішні пелюстки  | |
| Внутрішні пелюстки | |
| Тичинки            | |
| Маточка            | |
| Плоди              | булавоподібні, темно-багряно-червоні, до 20 мм завдовжки.                                                              |
| Насіння            | коричневе. |

## Чисельність, охоронний статус та заходи по збереженню

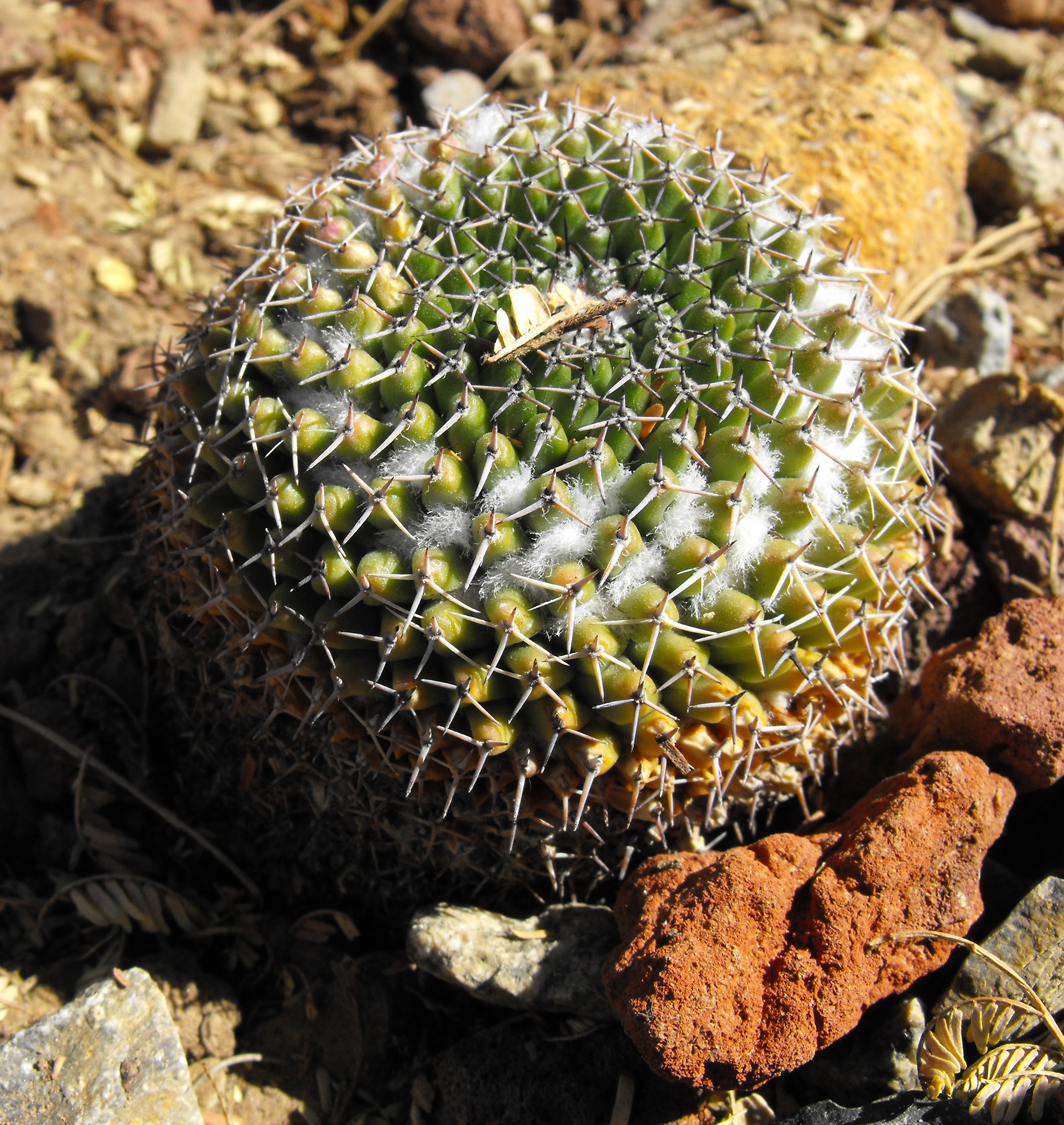
Mammillaria marksiana в дендрарії Паломар-коледжу, Сан-Маркос, штат Каліфорнія, США

Mammillaria marksiana входить до Червоного списку Міжнародного союзу охорони природи видів, з найменшим ризиком (LC).
Вид є маловивченим таксономічно і екологічно. Навіть незважаючи на загрози в деяких частинах ареалу виду, він має численні великі субпопуляції і наразі не спостерігається помітного скорочення, достатнього для того, щоб вид опинився під серйозною загрозою. Рослини є об'єктом торгівлі, однак мешкають у важкодоступних місцях, тому не часто збираються. Необхідні подальші дослідження, щоб визначити, які загрози впливають на чисельність рослин цього виду.
У Мексиці ця рослина занесена до Національного переліку видів, що перебувають під загрозою зникнення, де вона включена до категорії „з урахуванням особливого захисту“.
Охороняється Конвенцією про міжнародну торгівлю видами дикої фауни і флори, що перебувають під загрозою зникнення (CITES).